# 3 Songs for Rut
3 Songs for Rut è il primo singolo del gruppo musicale norvegese Motorpsycho, pubblicato dall'etichetta discografica Voices of Wonder nel 1992.

## Tracce
1. Have Fun
2. Loaded
3. Some Real Mindfuck

## Componenti
- Bent Saether / voce, basso, chitarra, piano, percussioni
- Hans Magnus «Snah» Ryan / chitarra, taurus, piano
- Haakon Gebhardt / batteria, percussioni